# Sarah Achieng Opendi
Sarah Achieng Opendi, đôi khi Sarah Opendi Achieng, là một kế toán viên và chính trị gia người Uganda. Bà là Bộ trưởng Bộ Y tế Nhà nước cho các Tổng đại diện trong nội các ở Uganda, kể từ ngày 6 tháng 6 năm 2016. Trước đó, từ ngày 15 tháng 8 năm 2012 đến ngày 6 tháng 6 năm 2016, bà giữ chức Bộ trưởng Bộ Y tế. Trước đó, từ ngày 27 tháng 5 năm 2011 đến ngày 15 tháng 8 năm 2012, bà giữ chức Bộ trưởng Bộ Đất đai. Trong cuộc cải tổ nội các của ngày 1 tháng 3 năm 2015, bà đã giữ được ghế nội các của mình.

## Bối cảnh và giáo dục
Opendi sinh ra ở tỉnh Tororo  vào ngày 26 tháng 9 năm 1968. Bà học kế toán, tốt nghiệp Đại học nghiên cứu kinh doanh quốc gia, năm 1994, với bằng tốt nghiệp kế toán. Năm 1998, bà đã vượt qua kỳ thi của Hiệp hội Kế toán viên được chứng nhận, đạt được danh hiệu Kế toán viên được chứng nhận cấp II. Cùng năm đó, Opendi tốt nghiệp Đại học Makerere với bằng Cử nhân Quản trị Kinh doanh. Năm 2005, bà nhận bằng Thạc sĩ Quản trị Kinh doanh, cũng từ Makerere.

## Nghề nghiệp
Sự nghiệp chuyên môn của Opendi bắt đầu vào năm 1994 với tư cách là Trợ lý Kinh doanh tại Công ty TNHH Hợp nhất Hợp nhất Uganda, một công ty con của Tập đoàn Phát triển Uganda (UDC) thuộc sở hữu của chính phủ. Năm 1996, bà được thăng chức Kế toán, tại cùng một công ty, phục vụ trong khả năng đó cho đến năm 1998. Từ năm 1998 đến năm 2000, bà là Phó Chủ tịch Hội đồng Quận Tororo. Bà cũng từng là một Cán bộ Thanh tra tại văn phòng của Tổng Thanh tra Chính phủ (IGG), từ năm 1999 đến 2003. Từ 2003 đến 2004, bà được thăng chức Cán bộ Thanh tra Cao cấp, trong văn phòng của IGG. Từ năm 2004 đến năm 2006, bà được thăng chức thành Cán bộ Thanh tra Hiệu trưởng tại văn phòng của IGG. Trong cùng một khung thời gian, Opendi là Phó điều phối viên Dự án của Dự án chống tham nhũng DANIDA. Từ năm 2006 đến 2007, bà là Kế toán của Chương trình Bursary Acholi, một dự án của Đại sứ quán Hoàng gia Hà Lan. Từ năm 2009 đến năm 2010, bà là giám đốc tài chính tại Windle Trust Uganda, một tổ chức phi chính phủ. Năm 2011, Opendi đã tranh cử thành công ghế quốc hội của Đại diện Phụ nữ cho Quận Tororo với tư cách đại diện của đảng chính trị Phong trào Kháng chiến Quốc gia. Bà được bổ nhiệm làm Bộ trưởng Bộ Đất đai, phục vụ ở vị trí đó từ năm 2011 đến năm 2012. Trong một cuộc cải tổ nội các vào ngày 15 tháng 8 năm 2012, Opendi đã được bổ nhiệm làm Bộ trưởng Bộ Y tế.